# 몬국경일

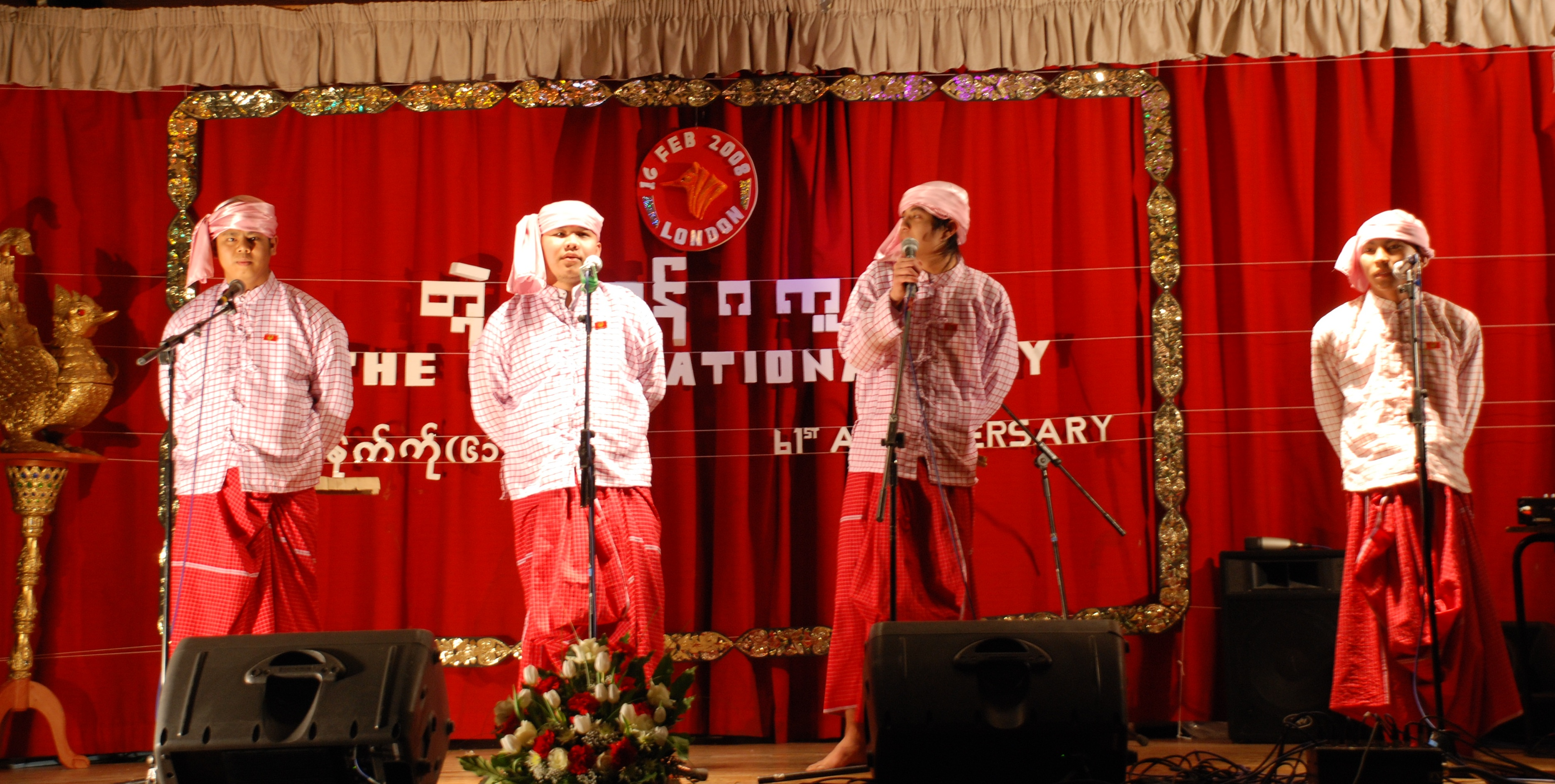
61 번째 몬 국경일 런던에서.

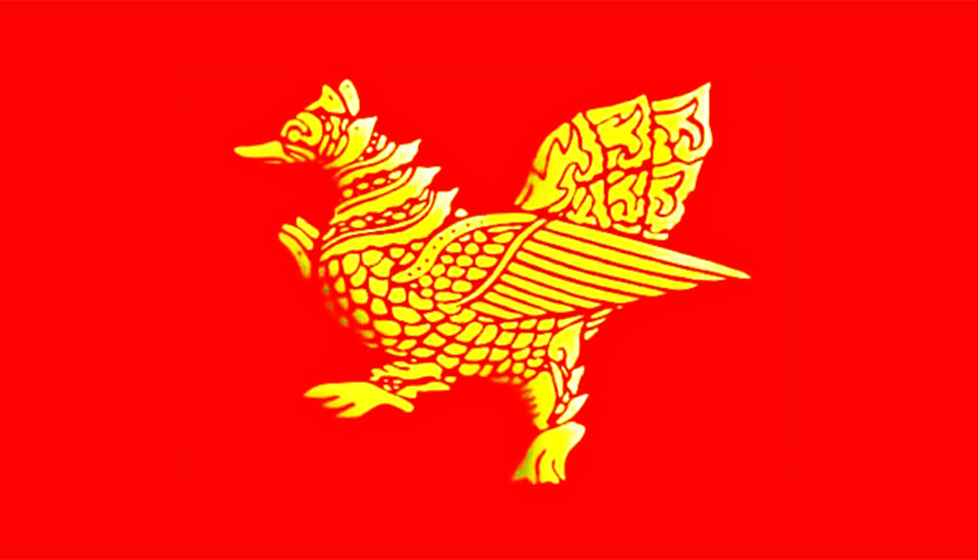
몬 국경기.

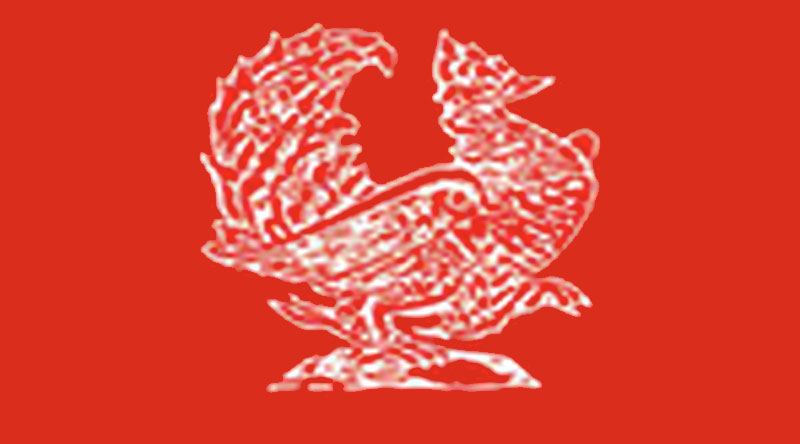
홍사 와디 왕국에서 사용된 몬 깃발, AD 573-1757.

몬국경일(영어: Mon National Day,တ္ၚဲကောန်ဂကူမန်,,rungmoam kaun kay kaw mon;태국어: วันชาติมอญ,버마어: မွန်အမျိုးသားနေ့)은 한타 와디 왕국의 건국을 기념하는 연례 국경일이다. 몬 국경일은 미얀마와 태국의 몬족과 해외 몬 커뮤니티에서 축하한다.날 2월의 달 월의 첫 번째 해지는 일에 개최된다 (마이콜에 몬). 푸자 마가 다음 버마 일정이다.

## 태생
몬 국경일은 1947년에 CE 573에서 마지막 몬 왕국 한타 와디 (현재 바고 중심)의 신화적 토대를 기념하면서 처음으로 기념되었다. 몬 국경일의 기원은 카렌 새해의 기원과 비슷하며 둘 다 이 공동체의 민족적 정체성을 키워 준 식민지 시대의 축하 행사였다. 전자는 1947년 10월 무돈 타운십의 캄 아욱 마을에서 결의를 통해 연합 몬 협회에 의해 설립되었다.
1974년 버마 사회주의 프로그램 당이 주도하는 정부는 몬주 건국을 축하하기 위해 3월 19일 몬주의 날을 공식적으로 인정했다. 몬 국경일은 현재 버마 정부에서 공식 국경일로 인정하지 않는다. 하지만 2013년 몬 주정부는 명절을 기념하는 데 관심을 표명했다. 같은 해, 사실상의 지도자 아웅산 수 찌는 양곤의 인민 광장과 공원에서 열린 대규모 몬 국경일 행사에서 연설했다. 2016년 활동가들과 축제 주최자들은 국경일을 공휴일로 지켜달라고 국경 정부에 청원했다. 몬주 정부는 2017년부터 주 전역의 몬 국경일 행사에 자금을 배정했다. 2018년, 몬주와 카인 주 정부는 카인 주에서 열린 몬 국경일 첫 행사에 공동으로 자금을 배정했다.

## 축하
몬 국경일은 미얀마 전역의 몬 커뮤니티, 주로 몬주와 카인 주, 양곤 및 타닌 타리 관구에서 축하한다. 태국의 몬 국경일은 1982년 방콕에서 처음 열렸다. 싱가포르, 말레이시아, 한국 등 몬 인구가 많은 국가에서도 이 행사를 구경한다. 몬 국경일은 문학 경연 대회, 사진전, 전통 복싱 대회, 인기 몬 드라마 극단 및 기타 문화 쇼가 공연하는 전통 노래와 춤으로 표시된다.전통 몬 악기, 음식 및 수공예품도 축제 기간 동안 판매된다. 축제 기간 동안 많은 축하자들이 붉은 색 롱이와 흰색 상의로 구성된 전통 몬 의상을 입는다.

## 갤러리

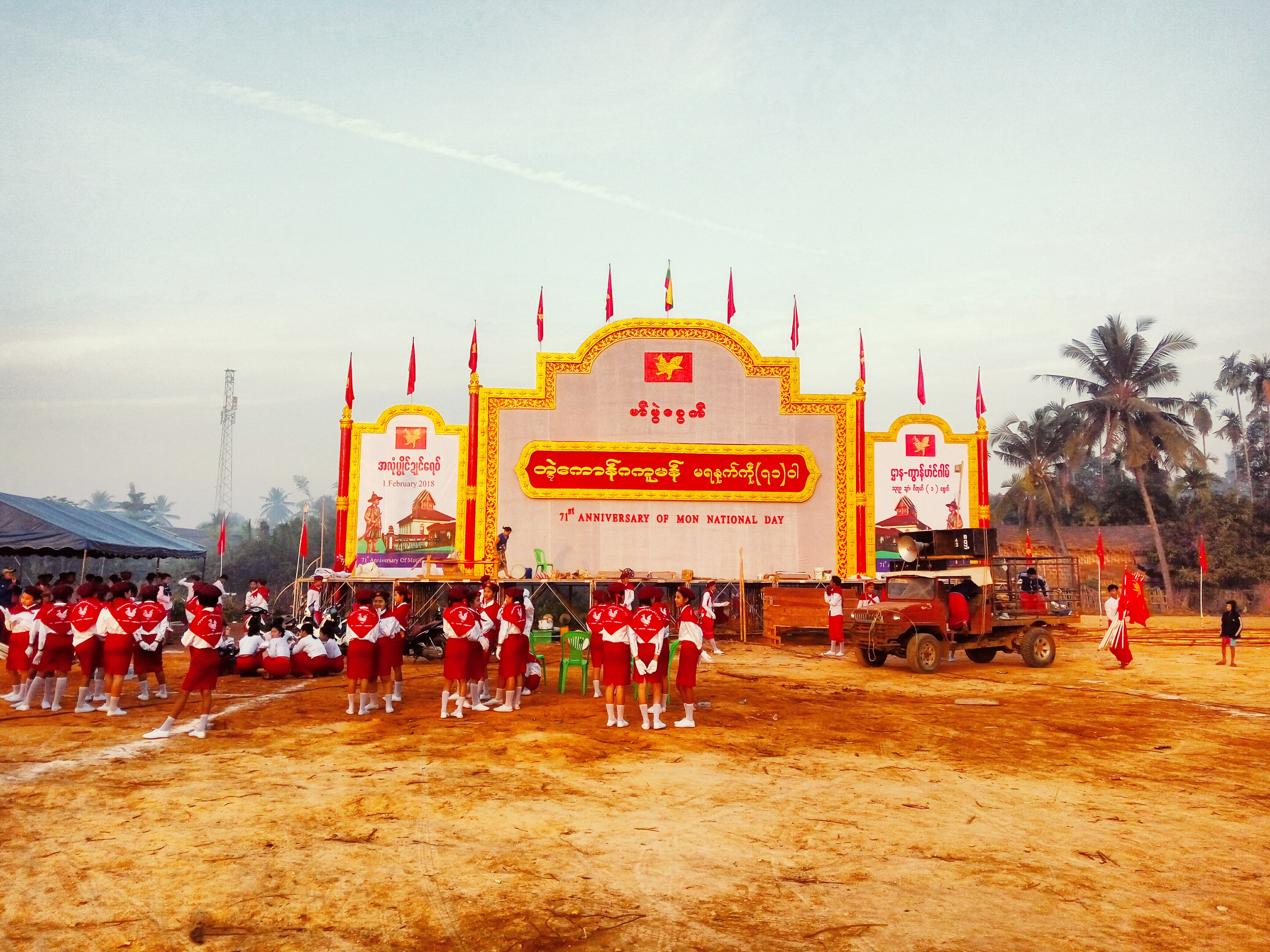
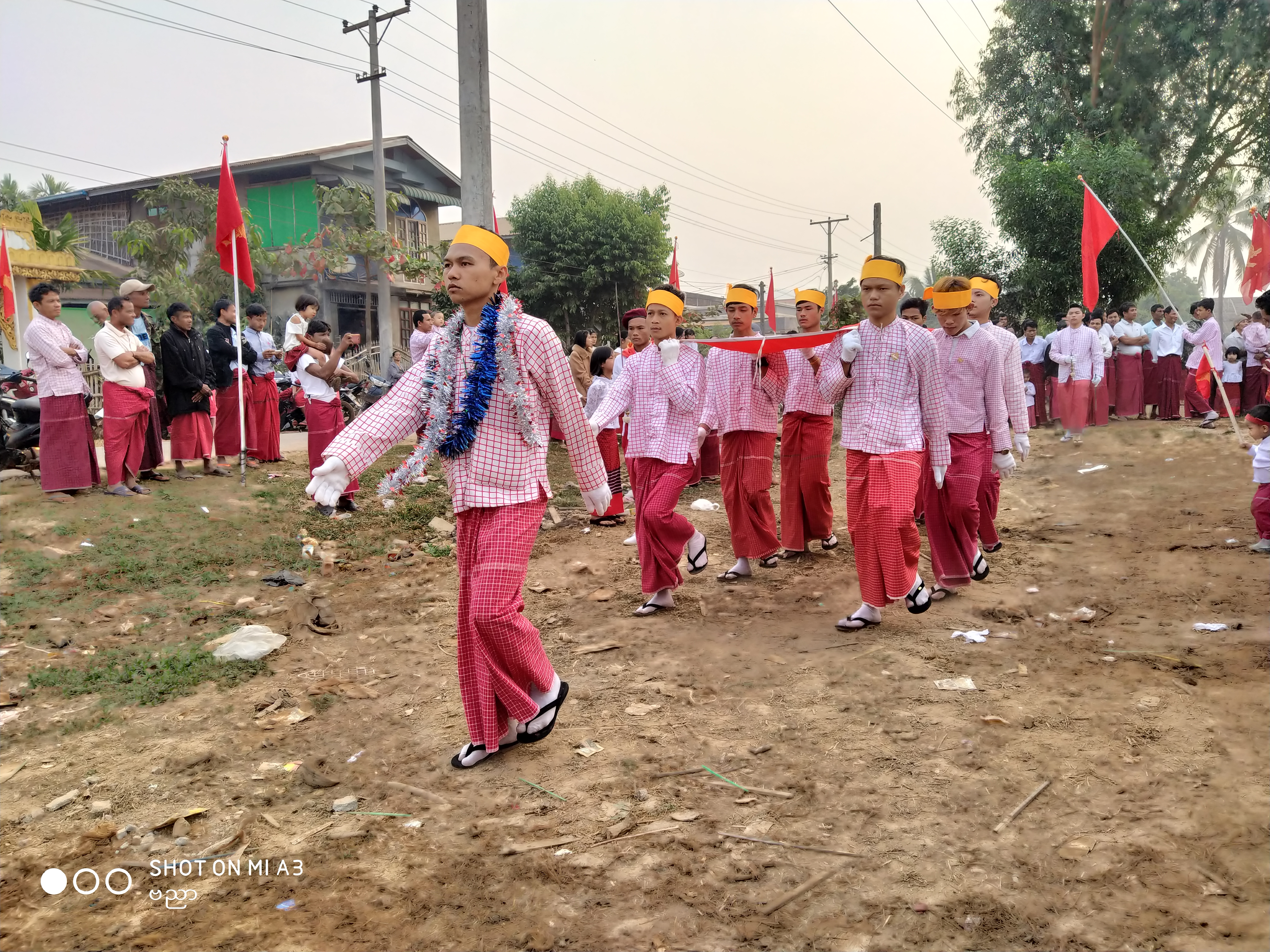
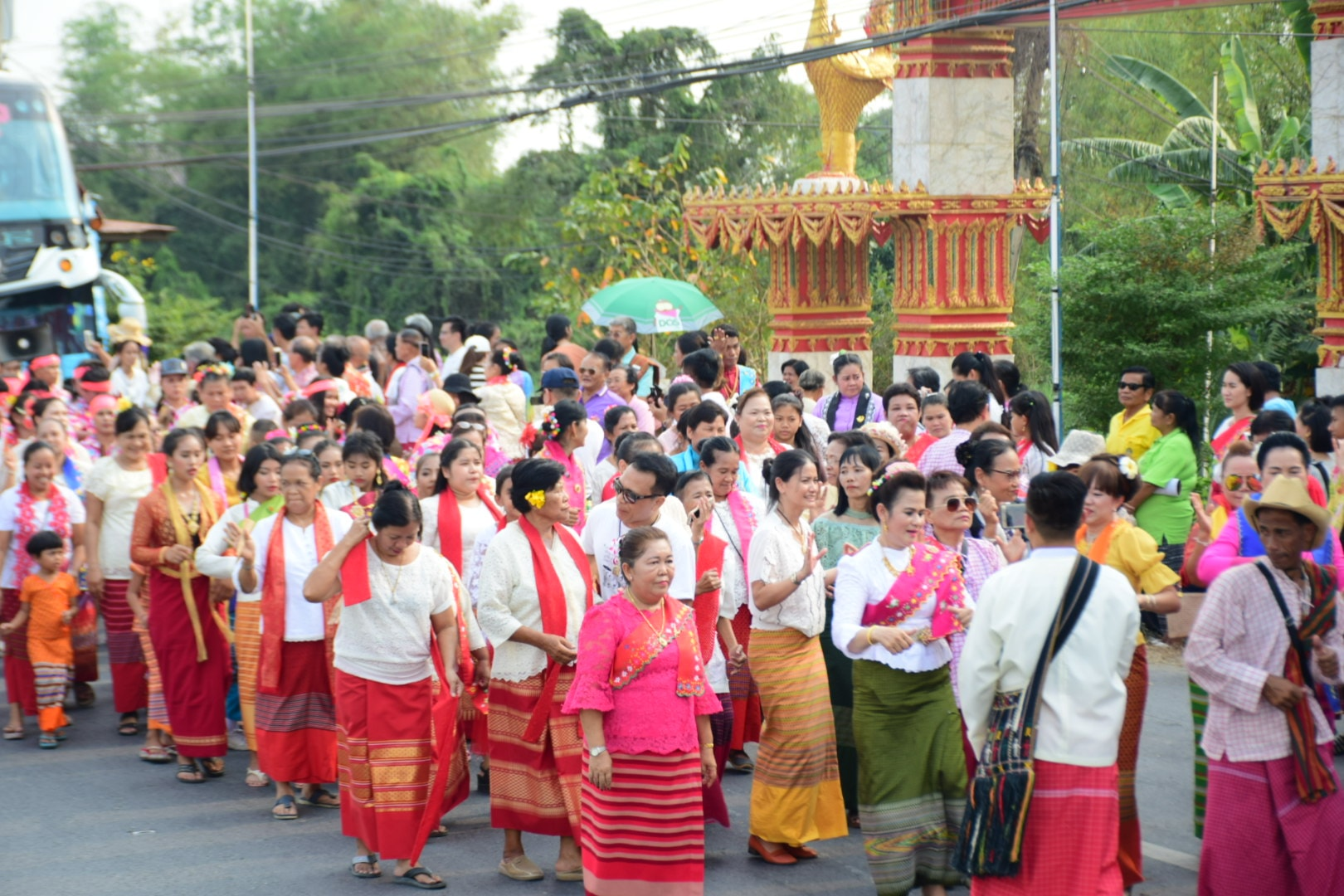
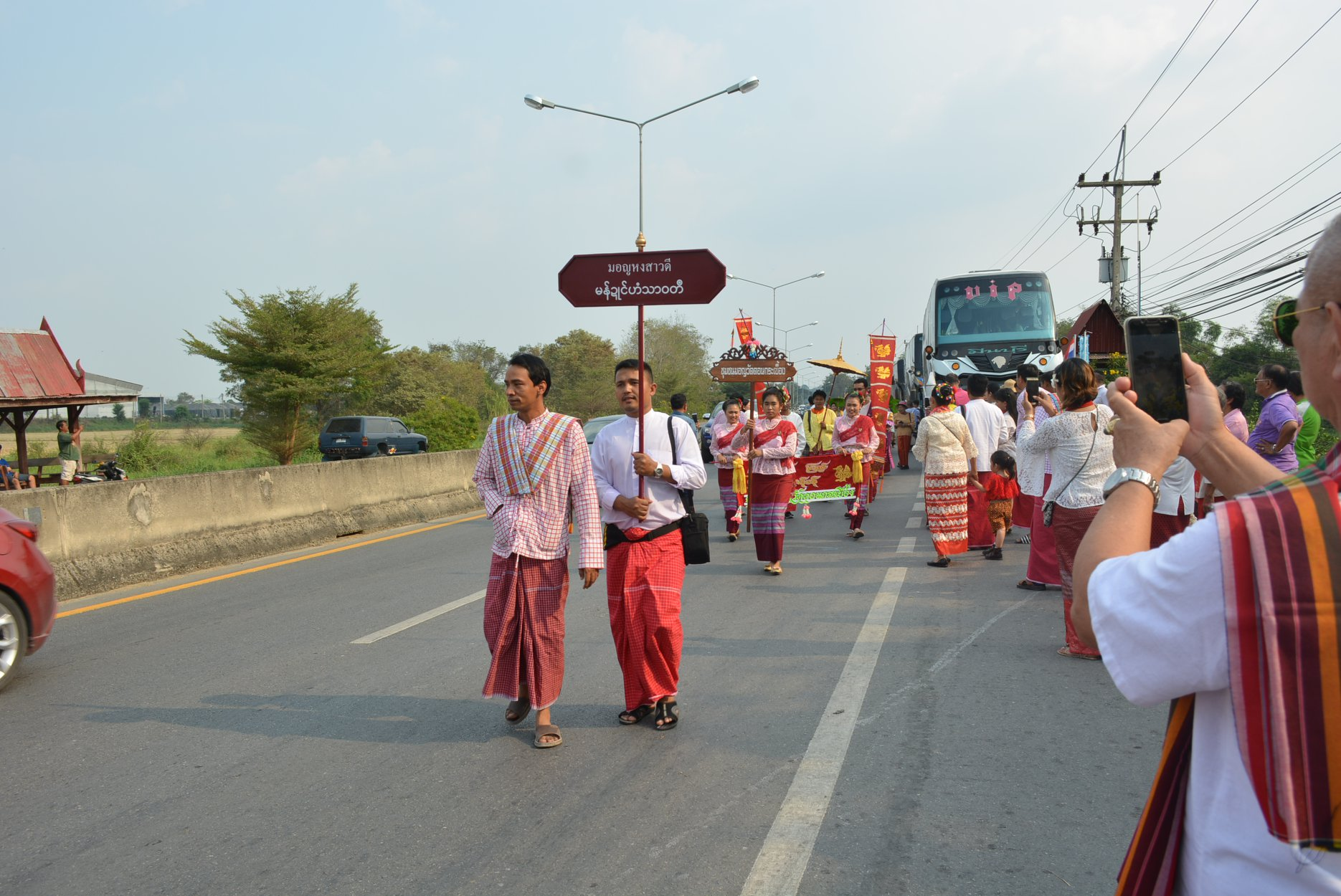
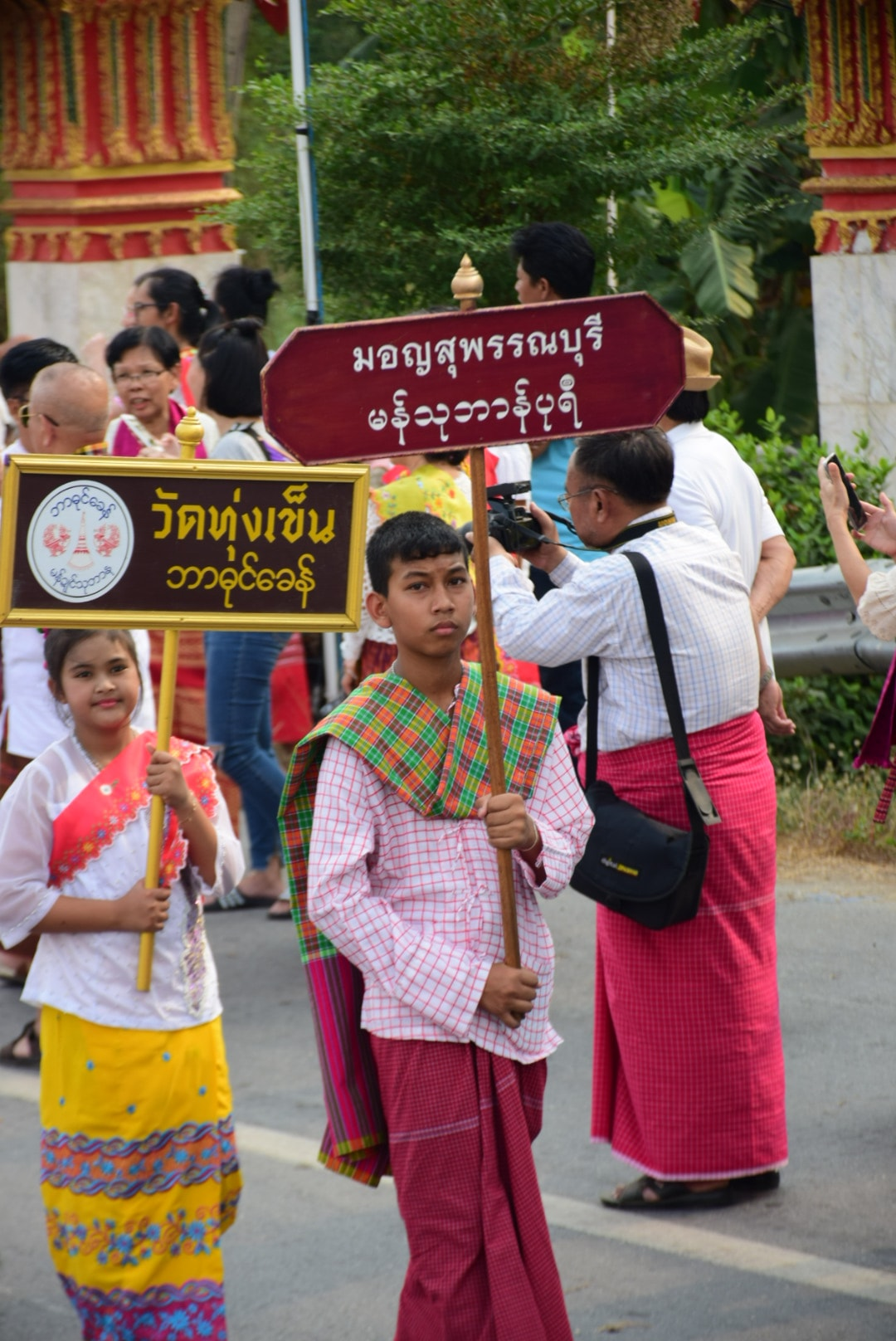
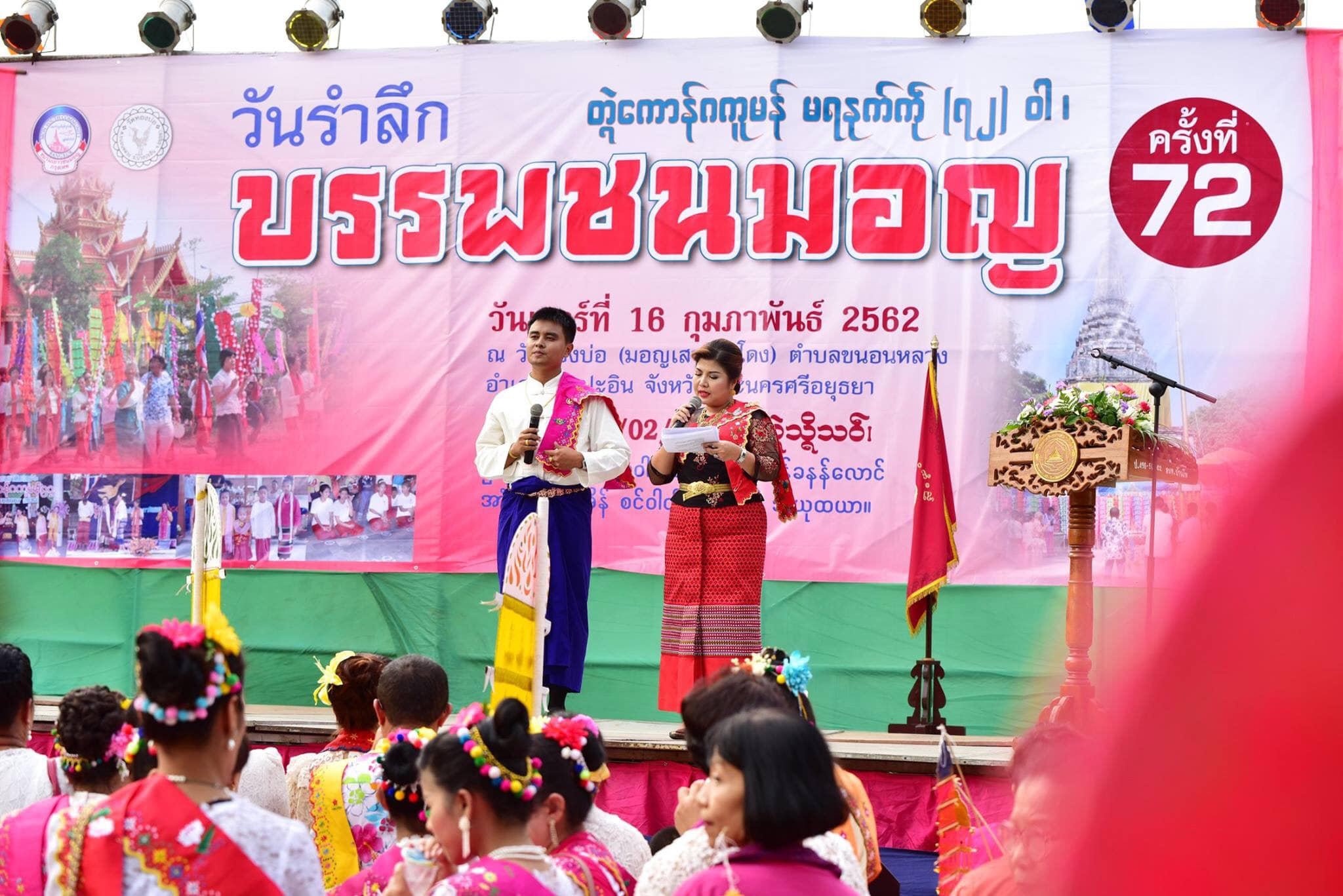
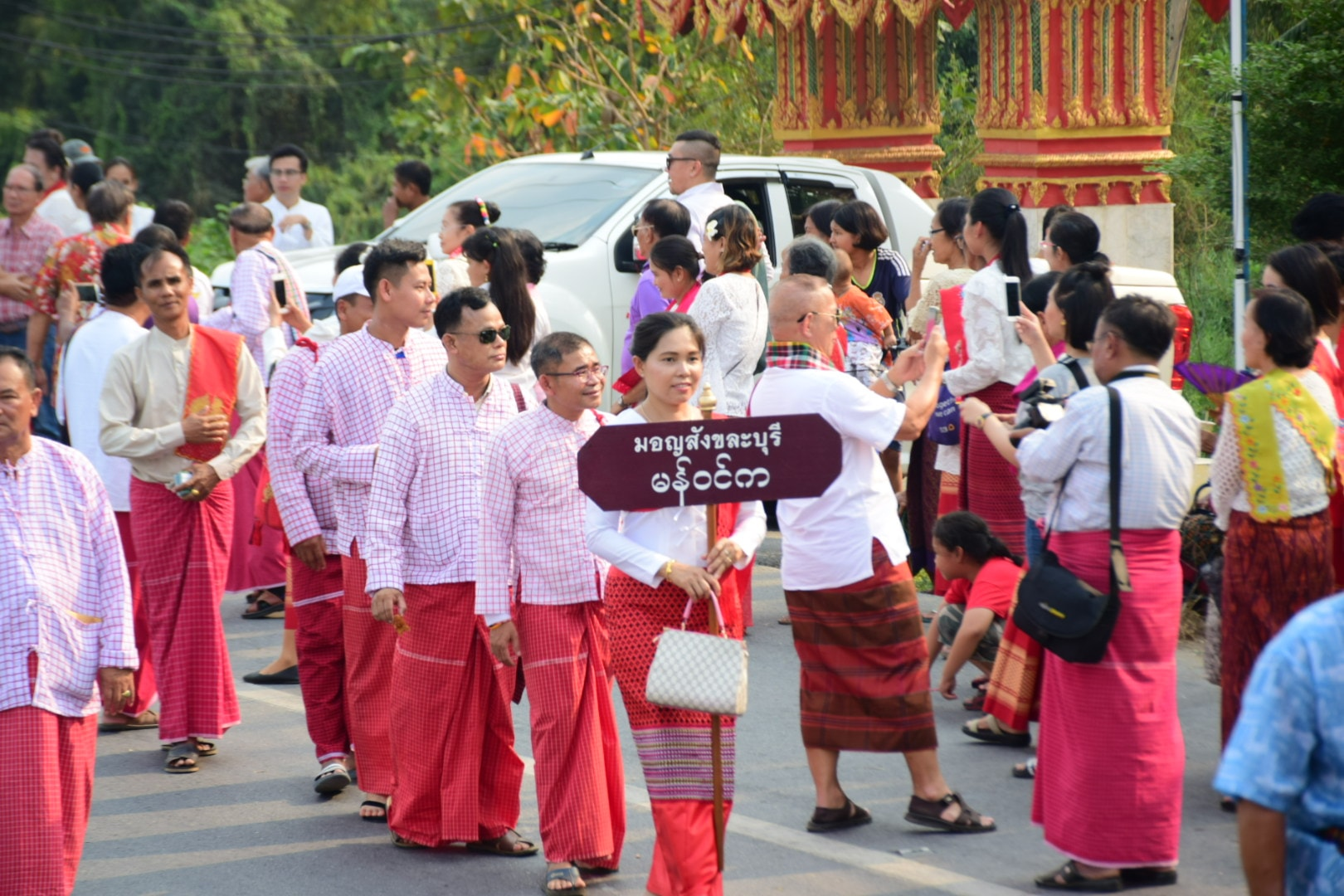
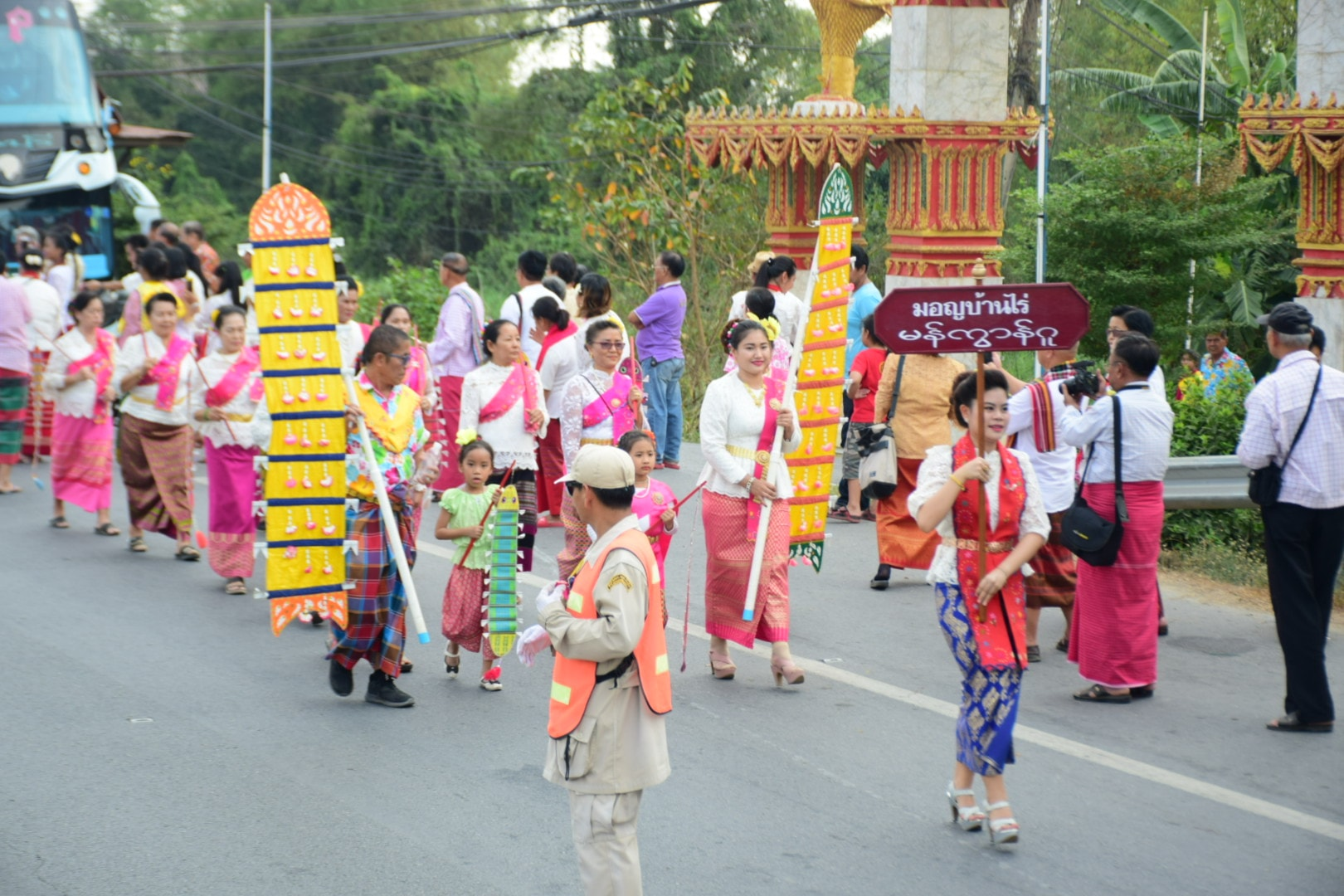
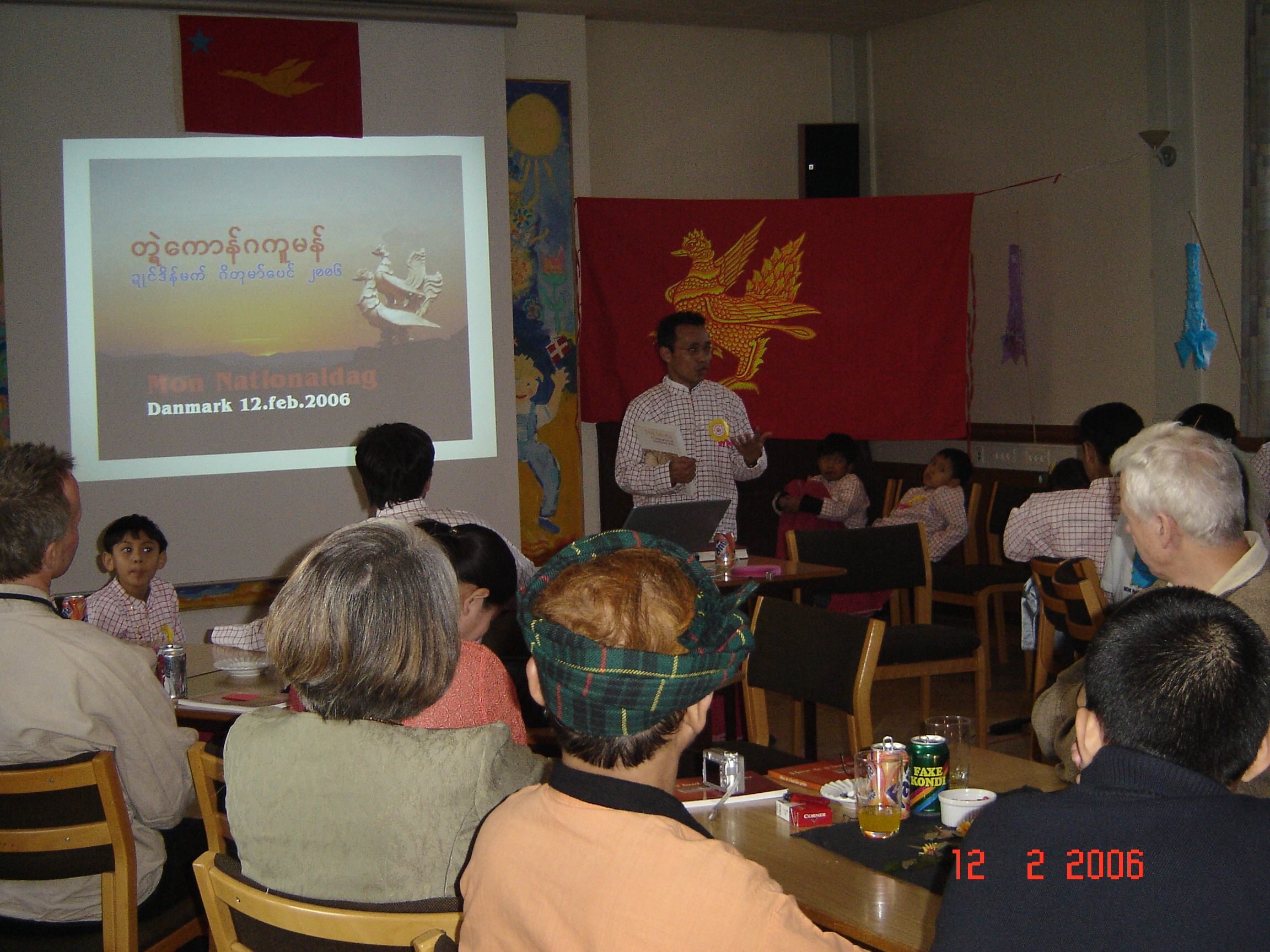
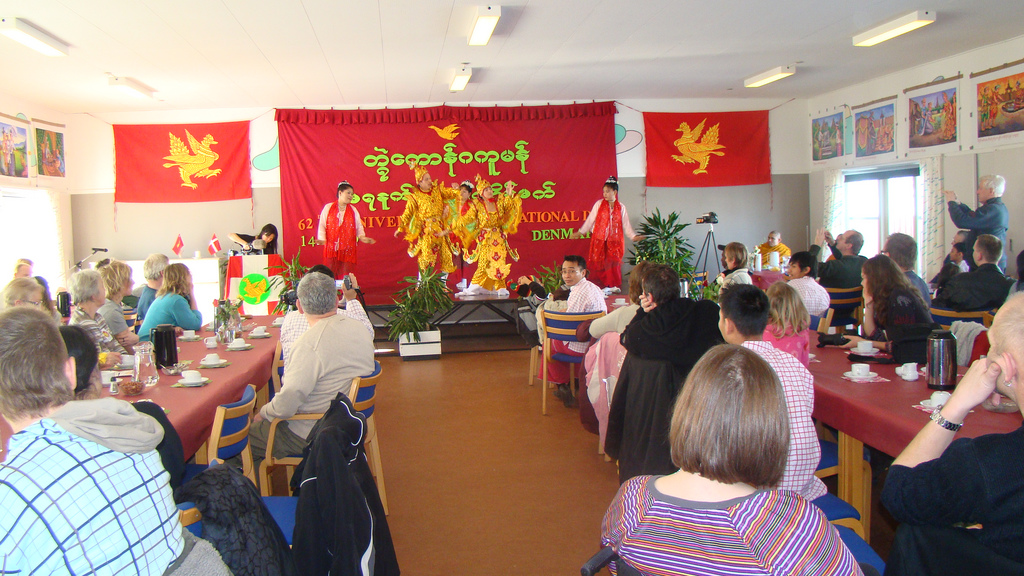
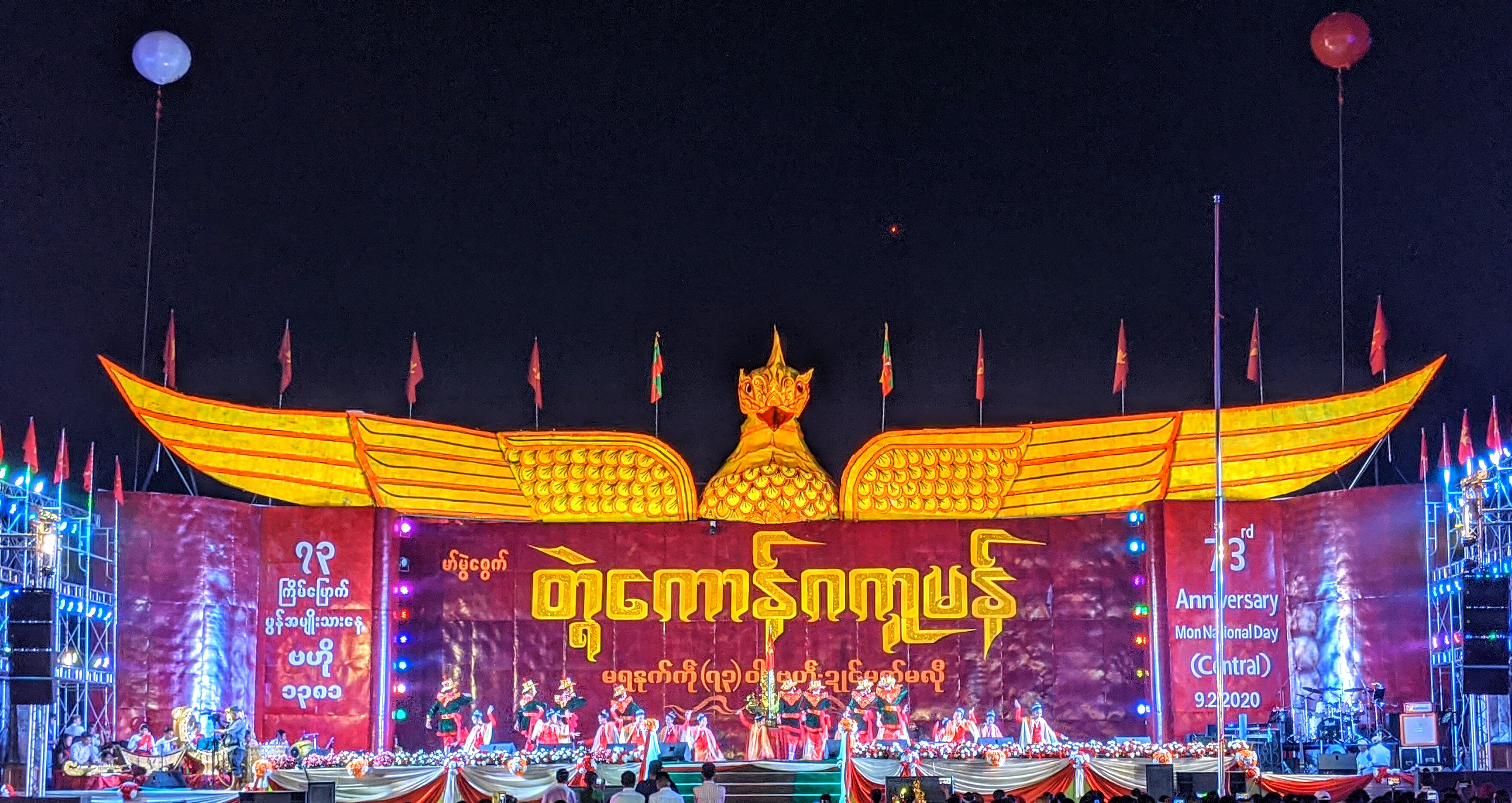
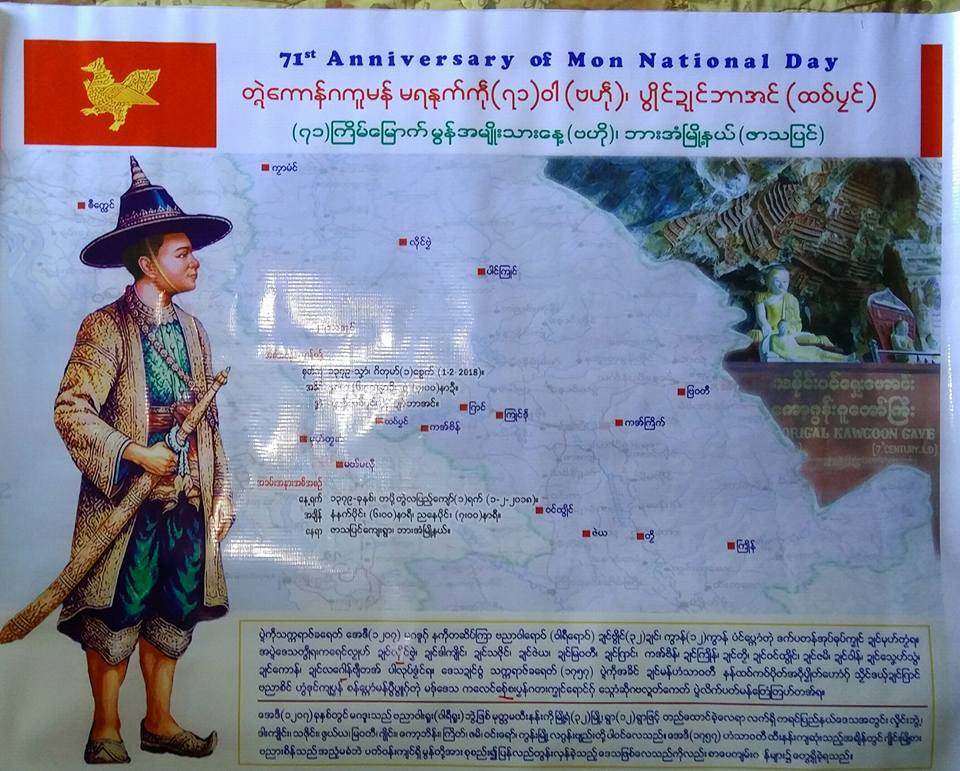

## 참고 문헌
1. ↑  “Mon National Day celebration in Yangon”. 《The Myanmar Times》. 2018년 2월 2일. 2020년 12월 7일에 원본 문서에서 보존된 문서. 2021년 1월 8일에 확인함.
2. ↑  “Mon National Day celebration in Yangon”. 《The Myanmar Times》. 2018년 2월 2일. 2020년 12월 7일에 원본 문서에서 보존된 문서. 2021년 1월 8일에 확인함.
3. ↑  “Mon National Day To Be Commemorated in Mawlamyine”. 《Burma News International》 (영어). 2021년 1월 8일에 확인함.
4. ↑  “Mon National Day: The History of The Celebration and The Mon People’s Movement for Self-Determination in Myanmar in the Modern Era”. 《Mon News》 (미국 영어). 2019년 2월 14일. 2021년 1월 8일에 확인함.
5. ↑  South, Ashley (2013년 1월 11일). 《Mon Nationalism and Civil War in Burma: The Golden Sheldrake》 (영어). Routledge. ISBN 978-1-136-12954-4.
6. ↑  South, Ashley (2013년 1월 11일). 《Mon Nationalism and Civil War in Burma: The Golden Sheldrake》 (영어). Routledge. ISBN 978-1-136-12954-4.
7. ↑  “Mon National Day: The History of The Celebration and The Mon People’s Movement for Self-Determination in Myanmar in the Modern Era”. 《Burma News International》 (영어). 2021년 1월 8일에 확인함.
8. ↑  South, Ashley (2013년 1월 11일). 《Mon Nationalism and Civil War in Burma: The Golden Sheldrake》 (영어). Routledge. ISBN 978-1-136-12954-4.
9. ↑  monnews (2013년 1월 10일). “State government develops interest in Mon National Day”. 《Monnews》 (미국 영어). 2021년 1월 8일에 확인함.
10. ↑  “Mon ‘proud and happy’ to hold public National Day celebration”. 《The Myanmar Times》. 2013년 3월 4일. 2021년 1월 8일에 확인함.[깨진 링크(과거 내용 찾기)]
11. ↑  monnews (2016년 2월 5일). “Letter to President requests Mon National Day to be a public holiday”. 《Monnews》 (미국 영어). 2021년 1월 8일에 확인함.
12. ↑  monnews (2016년 1월 20일). “Activists promote Mon public holiday”. 《Monnews》 (미국 영어). 2021년 1월 8일에 확인함.
13. ↑  “Mon State Gov’t provides 15 million Kyat for Mon National Day celebration”. 《Monnews》 (미국 영어). 2017년 1월 20일. 2021년 1월 8일에 확인함.
14. ↑  “Mon National Day celebration in Yangon”. 《The Myanmar Times》. 2018년 2월 2일. 2020년 12월 7일에 원본 문서에서 보존된 문서. 2021년 1월 8일에 확인함.
15. ↑  Min Paing (2016년 2월 23일). “Daw Suu sends letter for 69th Mon National Day”. 《Monnews》 (미국 영어). 2021년 1월 8일에 확인함.
16. ↑  Min Paing (2016년 2월 23일). “Daw Suu sends letter for 69th Mon National Day”. 《Monnews》 (미국 영어). 2021년 1월 8일에 확인함.
17. ↑  “Mon State to hold grand celebration of 73rd Mon National Day”. 《Eleven Media Group Co., Ltd》 (영어). 2021년 1월 8일에 확인함.
18. ↑  “72nd Mon National Day ceremony to be held in former Hanthawaddy Kingdom’s capital Bago”. 《Burma News International》 (영어). 2021년 1월 8일에 확인함.
19. ↑  “Mon State to hold grand celebration of 73rd Mon National Day”. 《Eleven Media Group Co., Ltd》 (영어). 2021년 1월 8일에 확인함.
20. ↑  “Mon National Day Festivities in Myanmar Draw Thousands”. 《The Irrawaddy》 (미국 영어). 2015년 2월 5일. 2021년 1월 8일에 확인함.